# Birger Larsen
Birger Larsen, född 22 december 1961 i Danmark, död 26 oktober 2016, var en dansk filmregissör, manusförfattare med mera.

## Regi i urval
- 1992 – Karlavagnen
- 1994 – Frihetens skugga (TV-serie)
- 1998 – Tre äventyr
- 2002 – Den 5:e kvinnan
- 2005 – Steget efter
- 2013 – Mördaren ljuger inte ensam

## Filmmanus i urval
- 1992 – Karlavagnen
- 1994 – Frihetens skugga (TV-serie)
- 2002 – Den 5:e kvinnan
- 2005 – Steget efter